# Abetone Cutigliano
Abetone Cutigliano je italská obec v provincii Pistoia v oblasti Toskánsko.

## Historie
Obec vznikla 1. ledna 2017 sloučením obcí Abetone a Cutigliano.
Území obce Abetone bylo o římských dob přechodem Apenin. Počátek obce je datován k roku 1766, kdy byla zahájena stavba spojovací cesty mezi Toskánským velkovévodstvím a Modenským vévodstvím. Svůj název dostala podle pokácené jedle (italsky: abeti). Původní název obce zněl Boscolungo-Serrabassa.
První zmínka o obci Cutigliano pochází z 11. století. Je administrativním sídlem spojených obcí.